# Zbigniew Siemienowicz
Zbigniew Siemienowicz, lit. Zbignev Semenovič (ur. 26 września 1958 w Wilnie) – litewski lekarz i polityk narodowości polskiej, działacz polskiej społeczności na Litwie, poseł na Sejm Republiki Litewskiej (1992–1996).

## Życiorys
W 1984 ukończył Państwowy Instytut Medyczny w Grodnie. Specjalizował się w chirurgii, pracował w szpitalach rejonowych w Słonimie i Zdzięciole, od 1987 w Wilnie, a od 1991 w Solecznikach.
W 1988 zaangażował się w powstający w Litewskiej SRR polski ruch narodowy, zostając członkiem Związku Polaków na Litwie.
W 1992 wybrano go na posła do Sejmu litewskiego z ramienia Związku Polaków na Litwie w okręgu Wilno-Soleczniki, mandat sprawował do 1996. W latach 1993–1994 był delegatem Litwy do Zgromadzenia Parlamentarnego Rady Europy. Kierował polską frakcją parlamentarną (1995–1996). W 1995 został członkiem Akcji Wyborczej Polaków na Litwie.
Od 1999 stał na czele Wileńskiej Orkiestry Kameralnej. W latach 2000–2003 był radnym rejonu solecznickiego. Pełnił funkcję prezesa Polskiego Stowarzyszenia Medycznego na Litwie.
W 2000 odznaczony Złotym Krzyżem Zasługi.